# سقوط بغداد (1831)
في يوم 14 أيلول - سبتمبر من سنة 1831م سقطت بغداد بأيدي قوات الجيش العثماني بقيادة الوالي الملكف على المدينة علي رضا باشا بعد ما يقارب 82 عاما من سلطة المماليك على المدينة حيث كانت بغداد مقرا لحكم المماليك وبعد سقوط بغداد بأيدي الجيش العثماني عادت بغداد لكي تكون ولاية تابعة مباشرة لإسطنبول بعد إن كانت لا تخضع لسلطة الباب العالي بصورة مباشرة. وكان داود باشا هو آخر من تولى من المماليك حكم المدينة (1817 - 1831)، والذي سعى إلى الحصول على استقلال فعلي عن الدولة العثمانية على غرار والي مصر آنذاك محمد علي باشا. وبعد احتلال المدينة من قبل الجيش العثماني بقيادة الوالي المكلف علي رضا باشا قام الأخير بعمل مذبحة لجميع المماليك المتبقين في المدينة على غرار مافعل والي مصر محمد علي باشا، أما الوالي داود باشا والذي كان من آخر حكام المماليك في المدينة فقد أرسل معززا مكرما إلى إسطنبول من دون أن يمسه أي ضرر على عكس باقي المماليك والذين لقوا حتفهم.

## مماليك العراق
في سنة 1749 م تولى سليمان باشا الكبير المكنى بأبو ليلة حكم ولاية بغداد وكان ذلك بداية عهد المماليك في العراق ، وقد استمر عهد المماليك في العراق أكثر من ثمانين عاما وبلغ المماليك أوج قوتهم في بغداد والعراق في عهد الوالي سليمان باشا والملقب بالكبير (1780 - 1802)، وبعد وفاته بدأت الصراعات تعود وتتفاقم بين المماليك من أجل السيطرة على الحكم إلى أن انتزع داود باشا وهو صهر الوالي المملوكي سليمان باشا (الكبير) الحكم من سعيد باشا وهو ابن سليمان باشا (الكبير) بعد عدة معارك طاحنة جرت بينهما ودخل داود باشا بغداد في يوم 20 شباط من سنة 1817 ، أما سعيد باشا فقتل بيد السيد عليوي أغا رئيس الإنكشارية ،

## المماليك في عهد داود باشا
دام حكم داود باشا قرابة 14 عاما امتدت ما بين عامي 1817 إلى عام 1831 وقد واجه داود باشا في سنوات حكمهِ مشاكل مختلفة من ثورات العشائر إلى النزاع مع بلاد فارس والنزاع من الأكراد في كردستان، ، ،. اهتم الوالي داود باشا بتقوية الجيش وتدريبه على النظم الحديثة فعهد إلى ضابط فرنسي يدعى المسيو ديفو والذي كان أحد ضباط نابليون بونابرت وقد ترك فرنسا بعد سقوط نابليون، للعمل من أجل تقوية الجيش. وقد أصدر داود باشا أول جريدة في بغداد باسم جرنال العراق وكانت تطبع باللغتين العربية والتركية. وكما كان يهتم كثيرا باجتذاب العلماء والأدباء ويغدق الأموال عليهم. ولكنه كان في نفس الوقت يقسو على الرعية بشدة في جباية الأموال ويجور عليهم بشكل غير مألوف.

### نهاية الإنكشارية

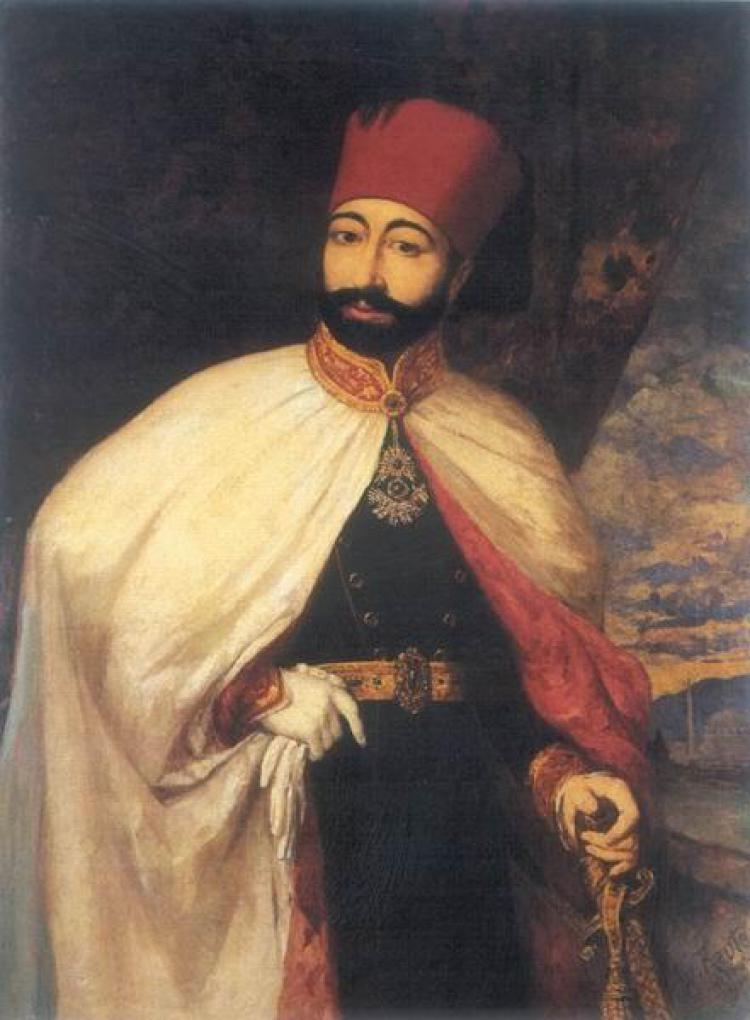
السلطان العثماني محمود الثاني

في عام 1826 م  قضى السلطان العثماني محمود الثاني على الانكشاريين. وقد كان الفرمان السلطاني بهذا الخصوص قد وصل إلى بغداد في صيف ذلك العام ولكن الوالي داود باشا كان قد قرر إخفاء الأمر مؤملا حلول فرصة يجدد فيها ولاءه وطاعته للسلطان العثماني. وقد طلب داود باشا الانكشاريين الموجودين في بغداد وباقي أنحاء العراق إطاعة السلطان وذلك بالانضمام إلى نظام الجيش الجديد وقد قبل الانكشاريون هذا الأمر. وبذلك خالف داود باشا أوامر السلطان العثماني وذلك بعدم قتل الانكشاريين في سنة 1828م لاحظ السلطان محمود الثاني تقصيراً واضحا من الوالي داود باشا في تنفيذ أوامره حيث أعلنت الإمبراطورية الروسية الحرب على الدولة العثمانية وقد طلب حينها من كل والي إرسال معونة للدولة حسب قدرته وقد امتنع الوالي داود باشا من إرسال المبلغ المقرر منه للدولة ففسر امتناعه هذا في إسطنبول بأنه بمثابة إعلان عصيان على الدولة.

### مقتل صادق أفندي
في صيف سنة 1830 م أرسل السلطان العثماني رجلا يثق به إلى بغداد يدعى صادق أفندي للعمل على التخلص من الوالي داود باشا، ولكن سرعان ماكشف الوالي داود باشا غرض زيارة صادق أفندي إلى بغداد فعمل داود باشا على التخلص من صادق أفندي بأقرب فرصة تسنح له.
. وفي مساء يوم 20 تشرين الأول- أكتوبر من نفس السنة هاجمت كتيبة من جند الوالي دار الضيافة الواقعة في محلة الصابونجية حيث كان يقيم صادق أفندي فقتل صادق أفندي في تلك الليلة. وقد حاول الوالي داود باشا إخفاء مقتل مبعوث السلطان عن العامة حيث أعلن في صباح اليوم التالي بأن صادق أفندي أصيب بمرض الهواء الأصفر وإنه طريح الفراش. وأخذ داود باشا يرسل في كل يوم طبيبا يتظاهر بأنه ذاهب لمداواة مبعوث السلطان وأرسل كذلك أشخاصا للسؤال عن صحة مبعوث السلطان. كما قام الوالي داود باشا بعمل تمثيلية وهي الإتيان بشخص يرتدي ملابس مبعوث السلطان ويطوف ببغداد حتى يقضي على أي إشاعة تدور حول مقتل صادق أفندي ولكن هذه الأمور لم تنفع داود باشا وأخذت الإشاعات تسري في كل مكان وكان لمقتل صادق أفندي مبعوث السلطان صدى مدو في إسطنبول وفي مختلف الولايات العثمانية وبعدها كلف السلطان العثماني والي حلب علي رضا باشا بقيادة حملة للقضاء على المماليك في العراق.

## الحملة على بغداد
حشد والي حلب علي رضا باشا جيشا كبيرا وتحرك بهِ من مدينة حلب من أوائل شباط/فبراير من سنة 1831م، ولم تكد أخبار تحرك هذا الجيش تصل إلى بغداد حتى بدأ الطاعون ينتشر فيها بشكل سريع. وقد حاول الوالي داود باشا قبل وصول هذا الوباء وانتشاره في بغداد القيام بعمل الحجر الصحي بغية عدم تقدم هذا المرض نحو بغداد ولكن رجال الدين المتطرفين في بغداد أفتوا بأن عمل الحجر الصحي مخالف للشريعة الإسلامية وقاموا بمنع داود باشا من إتخاذ أي عمل لصد هذا الوباء. وقد قلب انتشار هذا المرض في بغداد كل الخطط وجميعها التي وضعها داود باشا في مواجهة جيش السلطان وبعد قرابة الشهر من إنتشار مرض الطاعون بدأ هذا المرض يقل تدريجيا وبدأ سكانها الذين فروا بعد انتشار المرض بالعودة إلى المدينة حينها وصلت طلائع الجيش العثماني القادم، حيث وصلت إلى بساتين الكاظمية على بعد أميال قليلة عن بغداد. وكان علي رضا باشا في مدينة الموصل قد أرسل هذه الطلائع من قواته بقيادة قاسم باشا العمري ومعه صفوق الجربا شيخ قبيلة شمر وسليمان الغنام من شيوخ عقيل وأرسل قاسم باشا العمري رسله إلى علماء وأعيان بغداد يحرضهم على إطاعة السلطان العثماني وطرد داود باشا. بعدها هرب داود باشا إلى دار حبيبة خانم وبعد شيوع التجاءه إلى تلك الدار ذهب وفد من أعيان وعلماء بغداد في صباح اليوم التالي وأخرجوا داود باشا بكل احترام من تلك الدار واخذوه إلى دار صالح بك ابن سليمان باشا الكبير لكي يجري تسليمه بعدها إلى الوالي العثماني الجديد للمدينة. وعند دخول طلائع الجيش العثماني بقيادة قاسم باشا العمري إستقبله الناس بكل حفاوة وادخلوه سراي المدينة محفوفا بالعزة والإجلال. وبعدها أرسل قاسم باشا العمري إلى الوالي المكلف علي رضا باشا يدعوه للقدوم إلى بغداد بأسرع وقت ممكن لكي يتولى مقاليد الحكم فيها بعد خضوع المدينة.

## تغير الموقف
في صباح يوم 13 حزيران/يونيو 1831م، عندما كان قاسم باشا العمري في السراي الحكومي ينتظر تسليم داود باشا إليه حاصرت جماهير غفيرة مبنى السراي وكانت هذه الجماهير مؤلفة من أهالي بغداد والمماليك وجماعة كبيرة من عشيرة عقيل التي كانت تسكن منطقة الكرخ. وبعد مواجهات بين الطرفين وفي مساء نفس اليوم تخلى سليمان الغنام وهو من شيوخ عشيرة عقيل عن نصرة قاسم باشا العمري حيث أسرع ومن معه من جماعته إلى الخزينة فكسروا أقفالها ونهبوها وبعد ذلك أنهالت الجماهير التي كانت تحيط بالسراي على السراي ونهب كل ماهو موجود في داخله. أما قاسم باشا العمري فقد قتل. وقد أسرع أعيان بغداد وعلمائها بعد الحادث إلى كتابة عريضة للسلطان العثماني يرجون فيه إسناد الولاية إلى داود باشا من جديد أو إلى صالح بك (ابن سليمان باشا الكبير). ويعلنون استعدادهم لدفع مبلغ كبير إليه ولزيادة الجزية السنوية المقررة من ألف كيس إلى عشرة آلاف كيس. وفي بداية شهر تموز من نفس العام وصل علي رضا باشا إلى مقربة من مدينة بغداد وعسكر في بساتين الصليخ وشدد الحصار على المدينة وجرت معارك غير قليلة بينه وبين أهل بغداد وقد كان أهالي بغداد يقاتلون على مستويين أحدهما نظامي تحت قيادة المسيو ديفو ومن معه من قواد داود باشا والمماليك والآخر أهلي لا يخضع لقيادة أو تنظيم وهو يمثل سكان المحلات البغدادية الذين يقودهم رؤساؤهم والأشقياء. وما أن حل شهر أيلول من نفس السنة حتى أصبحت الحالة داخل بغداد لاتطاق من شدة الحصار وقد كان دعاة علي رضا باشا منتشرين بين سكان بغداد يدعون الأهالي إلى طاعة السلطان وعدم طاعة المماليك. وفي ليلة يوم 14 أيلول كان صبر الأهالي قد نفذ فبادر رجل من التجار ويدعى الحاج خليل ومعه جماعة تؤيده بفتح باب السور الجنوبية للمدينة. حينئذ دخل الجيش العثماني المدينة واحتلها ففرح الناس وهبطت الأسعار وفتحت الدكاكين وتوقفت الجرائم.